# Josef Skutil
Josef Skutil (7. března 1904, Zbýšov u Brna – 18. září 1965, Varšava) byl český archeolog a historik. Byl prvním českým školeným odborníkem na paleolit, vedl pravěká oddělení muzeí v Brně a Olomouci a archeologického ústavu v Brně. Roku 1938 byl jmenován mimořádným profesorem na bratislavské Univerzitě Komenského. Kromě značné odborné publikační činnosti v oborech archeologie, antropologie, speleologie, historie, bibliografie a dalších, se hodně věnoval popularizační činnosti zejména v denním tisku.

## Život

### Dětství
Jeho předkové pocházeli z východních Čech, z obce Vysoká nad Labem (dnes součást Hradce Králové). Narodil se 7. března 1904 ve Zbýšově u Brna do učitelské rodiny Josefa Skutila st. (10. února 1866 – 1. srpna 1941) a Leopoldy Skutilové, roz. Šmídkové (1868 – 21. ledna 1958). Oba rodiče působili na Moravě jako učitelé na různých místech, seznámili se, když otec Josefa působil v Oslavanech u svého švagra Václava Čapka a jeho matka v nedalekých Neslovicích (svatbu slavili 9. září 1900 v Bystřici nad Pernštejnem). Jeho otec byl mj. i vášnivým chovatelem včel, což jej jistě později vedlo k publikování řady netradičních článků o využití medu v pravěku. V jeho rodné obci se zdrželi jen krátce a brzy se přestěhovali do Soběšic u Brna, kde žili na tamní dvoutřídce až do roku 1922. Poté se přestěhovali do Řečkovic u Brna, kde oba rodiče trávili i zasloužený odpočinek a kde svůj život nakonec strávil i on sám.

### Studium
Nejdříve navštěvoval obecnou školu u svého otce v Soběšicích, posléze 1. reálku na Antonínské ulici v Brně (kam docházel ze Soběšic denně pěšky), kde maturoval dne 17. dubna 1922. Ve školních lavicích se také seznámil se svým spolužákem Jaroslavem Kramářem. Již v dětství a za svých mladých studijních let se tak Josef Skutil setkával s archeologií a oblastmi svého budoucího celoživotního zájmu. V bytě na Augustýnské ulici 11 (dnes Jaselská), v rodině svého kamaráda, se Josef setkával s bohatými Maškovými archeologickými sbírkami, které si se zaujetím prohlížel a pár týdnů před smrtí Karla Jaroslava Mašky (v roce 1916) se také s tímto významným badatelem setkal.
Je známo, že v 7 letech navštívil jeskyni v Postolné v Dalmátském krase, v 11 letech navštívil Moravský kras s rodinou Maškovou. Prázdniny trávil v Oslavanech v rodině svého strýce Václava Čapka, známého prehistorika a ornitologa, kde se s vlastivědou a archeologií setkal vůbec poprvé. Od 15 do 20 let si Josef Skutil vedl archeologický deník, do nějž si zaznamenával své četné archeologické sběry, výlety a setkání s celou řadou tehdejších badatelů, zakladatelů naší archeologické disciplíny (nejdříve s Janem Kniesem, na exkurzi na Slovensko pak mj. s Inocencem Ladislavem Červinkou, Josefem Zavadilem, Antonínem Teličkou, Antonínem Gottwaldem, Rudolfem Janovským, Janem Eisnerem, Karlem Snětinou, Jindřichem Spáčilem, Aloisem Procházkou, Jaroslavem Palliardim), jejichž se stal žákem. Není pochyb, že v těchto letech se formoval jeho silný vztah k regionálnímu bádání a vlastivědě. V tuto donu jej „nejvíce zajímala kultura hradištní“, proto byl již v roce 1919 přijat za člena Československé archeologické společnosti v Praze (za roční poplatek 5 K). Začala mu vycházet řada článků v novinách a netajil se svoji značnou touhou po dalším publikování. V roce 1919 si poznamenal: „Můj osud je rozhodnut. Budu studovat archeologii, historii a filologii. Musím být archeologem.“

### Akademická dráha
Své rozhodnutí v plné míře naplnil. Svá univerzitní studia zahájil nástupem na obor filologie Filozofické fakulty nově zřízené Masarykovy univerzity. Zde navštěvoval přednášky Stanislava Součka, Arne Nováka, Václava Vondráka a Františka Trávníčka. Až o rok později, po nutné druhé maturitě z latiny 22. dubna 1923, nastoupil na Univerzitu Karlovu, kde studoval slovanskou archeologii u Lubora Niederleho, český a světový pravěk u Albína Stockého, který jako ředitel pravěkého odd. Národního muzea Skutila na krátký čas při studiích zaměstnal. Přednášky z historie absolvoval u Josefa Pekaře a Josefa Šusty. Souběžně navštěvoval přednášky na Přírodovědecké fakultě, kde ho antropologii učil Jindřich Matiegka. Školní rok 1925/26 prožil na pařížské Sorbonně (pracoval např. na výzkumu H. Martina v La Quině), další semestr v roce 1926 pak také na American School of Prehistoric Research v Londýně u prof. George Granta Mac Curdyho.
Po udělení doktorátu z filozofie na jaře roku 1927 za práci o solutréenu (resp. Szeletienu) Josef Skutil obdržel státní stipendium francouzské vlády a odebral se opět do Francie na pařížský Institut de la Paléontologie humaine, kde se až do června 1928 věnoval studiu paleolitu. Na svých studijních pobytech se také seznámil s badateli M. Boulem, D. Peyronym, Capitanem, Mortilettem, v našich krajinách pak i Bayerem a Szombathym. Ve stejné době však již úzce spolupracoval s dalším svým učitelem z Přírodovědecké fakulty prof. Karlem Absolonem, který ho mj. díky Skutilovým výborným znalostem francouzštiny využil k nákupu rozsáhlých paleolitických sbírek pro připravovaný pavilon Člověk a jeho rod, předchůdce Anthroposu na Výstavě soudobé kultury v Brně. Toto spojení způsobilo J. Skutilovi řadu choulostivých situací.
V prvé řadě byl pověřen zorganizováním nákupu sbírky paleolitických artefaktů pocházejících ze soukromé Girauxovy sbírky v celkové hodnotě 20.000 fr. (celkem 14 beden). Tato sbírka měla dorazit k abbé Henrimu Breuilovi, který si z ní chtěl vybrat některé unikáty. Při expedování materiálu do Brna však Josef Skutil odeslal i dvě bedny vybraných Breuilových materiálů s tím, že na ně Breuil nemá žádného práva. Josef Skutil si pak vysloužil několikeré obvinění abbé Breuila z krádeže (Henri Breuil se např. snažil zamezit J. Skutilovi v přístupu na „Institut“ při jeho dalších pobytech v Paříži v roce 1929), kterým musel čelit i po příjezdu do Brna, kde se kauza stala veřejnou záležitostí. Po konečném zdárném návratu bylo Josefu Skutilovi na konci roku 1928 uděleno místo volontéra při ústavu Anthropos, jež vykonával necelé čtyři roky. Podobné nepříjemnosti na začínajícího odborného pracovníka však čekaly již ve vánočním období roku 1928 opět v Paříži, kam se vydal nakoupit pro expozici Anthropos velikou archeologickou sbírku markýze A. de Paniagua. Nákup této sbírky za úctyhodných 100.000 fr. (tedy 130.000 K + 30.000 K na expedici a celní poplatky) byl přímo konspirativní úkol. Jak vyplývá z dochované korespondence, vše probíhalo ve značném utajení (především před Institutem de la Paléontologie a H. Breuilem) a ve značném spěchu přes vánoční a novoroční svátky. Josef Skutil přitom v Paříži za celou záležitost nesl plnou odbornou i hmotnou zodpovědnost, kterou byl pověřen Karlem Absolonem. Po odeslání sbírky se objevily značné problémy s jejím finančním krytím, jejichž likvidace se táhla až do roku 1935. Při svém působení v Absolonově diluviálním oddělení se ovšem Josef Skutil také aktivně podílel na budování ústavu a expozice populárního Anthroposu i na archeologických výzkumech především v Dolních Věstonicích.

### Profesní život
Po nabytých zkušenostech a na základě vlastní žádosti byl jmenován správcem sbírek moravského diluvia při oddělení pravěku MZM, jehož vedení roku 1937 po I. L. Červinkovi převzal. V období první republiky se zvyšoval Skutilův zájem o problematiku paleolitu Slovenska, který nakonec vedl v roce 1938 k jeho habilitaci na bratislavské filozofické fakultě u prof. Jana Eisnera eklektickými pracemi Paleolitikum v Československu a Paleolitikum Slovenska a Podkarpatskej Rusi. Na bratislavské univerzitě do roku 1939 přednášel a stal se zde také po druhé světové válce roku 1947 profesorem. Brněnský univerzitní Ústav pro prehistorii a protohistorii zůstal pro něj uzavřen. Josef Skutil v této době také neúnavně plnil kulturní rubriky denního tisku (především Lidových novin) celou řadou krátkých pojednání o archeologii, vlastivědě, historii, zahraničních muzeích i literatuře.
Ve funkci vedoucího oddělení moravského pravěku zůstal i v době německé okupace Československa. Zde, podobně jako v celém muzeu, musel respektovat nucenou germanizaci svého oddělení (v roce 1940 byly do oddělení pravěku přijati dva noví zaměstnanci – dipl. Ing. H. Freising jako badatel pro německá území a řídící učitel H. Stika; naopak kvůli legionářské minulosti byli „odejiti“ J. Peroutka a laborant J. Tomek) a podrobit se direktivě byrokraticky smýšlejícího dosazeného ředitele Moravského muzea – středoškolského prof. v. v. Josefa Freisinga. Josef Skutil byl v této situaci napomínán, že při úřední korespondenci s Archeologickým ústavem obchází komisařského správce (v této době pravěké oddělení vyvíjelo bohatou činnost a spolu s pražským archeologickým ústavem zahájilo výkopové práce na Holém kopci u Maloměřic, mohylníku ve Strážovicích a sídlišti ve Vícemilicích). V následujícím roce 1941 zase čelil disciplinárnímu řízení, kvůli nerespektování ustanovení, týkající se užívání jazyka – na tiskopisech pravěkého odd. se razítko s německým názvem ocitlo až pod česky tištěným záhlavím. Josef Skutil byl poté zbaven vedení oddělení v němž ho nahradil nově nastoupivší německý prehistorik K. Hucke, jenž byl zároveň i novým ředitelem muzea. Josefu Skutilovi navíc hrozilo pracovní nasazení pro válečné účely, jemuž se prozatím vyhnul ze zdravotních důvodů (později od října 1944 do května 1945 pracoval v Královopolské strojírně). Po osvobození byl Josef Skutil krátce vyšetřován Očistnou komisí pro veřejné zaměstnance při Zemském národním výboru pro údajnou národní nespolehlivost. Kárné oznámení, podané Muzejním závodním výborem, ho vinilo za to, že se za protektorátu habilitoval na bratislavské univerzitě, a že nevycházel vstříc českým vědeckým pracovníkům apod. Josef Skutil byl ovšem všech obvinění zproštěn.
Do brněnského muzea se tedy vrátil k 9. červnu 1945 jako zemský vrchní komisař pro pravěké sbírky. V období poválečné euforie Skutil vydal mnohokrát diskutovanou monografii Naše pravlast je střední Evropa, v níž zastával originální autochtonistické stanovisko původu Slovanů v našich zemích. Ještě krátce fungující Zemský národní výbor ho dokonce od 1. března 1948 jmenoval ředitelem Moravského zemského muzea. Dvacetileté působení muzejního archeologa však bylo brzy ukončeno „únorovým vítězstvím pracujícího lidu“, kdy samozvaně vzniklý akční výbor Národní fronty Josefa Skutila jeho funkce již k 31. března 1948 zbavil a zakázal dokonce další vstup do muzejních budov. V prehistorickém odd. byl nahrazen dr. Karlem Tihelkou. Na jeho přednášky brzy po jeho jmenování profesorem přestala reflektovat i bratislavská univerzita. V roce 1948 pak čtyři měsíce pracoval v univerzitní knihovně a dva měsíce v knihovně a archívu Zemského národního výboru v Brně. Od 8. listopadu 1948 do 30. září 1951 Skutil nastoupil „neplacenou dovolenou“, při níž získal, především díky vstřícnému postoji Jiřího Neustupného, pracovní azyl i existenční podporu v Národním muzeu v Praze, kde zpracovával a publikoval paleolitické sbírky a vytvořil zde první monografii o českém paleolitu, která však zůstala na úrovni pramenné kritiky. Od 10. prosince 1951 do 26. dubna 1952 pracoval v průmyslu, od 8. května 1953 Skutil získal místo vedoucího archeologického oddělení olomouckého Vlastivědného muzea, kde navázal na vlastivědnou a archeologickou práci zakladatelů české archeologie J. Wankela, J. Havelky, A. Gottwalda aj. Karlu Absolonovi k tomu v roce 1956 napsal: „Neračte to pokládati za pouhý historismus stejně jako ne za sentimentalitu, když často na hrobě Wanklově a Havelkově vytrhnu nějaké býlí a sám tam několik kvítek položím často i za Vás.“ Aktivní a energický přístup k práci Josefa Skutila v těchto letech přivedl až k srdečnímu infarktu, z kterého se však úspěšně vyléčil (v roce 1955 absolvoval lázeňský pobyt v Poděbradech). Jisté rehabilitace se Skutilovi dostalo po nastoupení Jana Filipa do vedení Archeologického ústavu ČSAV, na jehož přímluvu byl v roce 1958 přijat do brněnské pobočky AÚ ČSAV. Přijímal jej Josef Poulík, který se u Josefa Skutila ve 30. letech vzdělával jako volontér v Moravském muzeu. Jako vědecký pracovník zde paradoxně musel k získání nové vědecké hodnosti předložit práci,  v níž se věnoval „karpatskému radiolaritovému paleolitiku“. V letech svého předčasně ukončeného působení na Archeologickém ústavu v Brně pracoval na syntéze moravského paleolitu a mezolitu, kterou však již nestihl dokončit. Josef Skutil v září 1965 nečekaně podlehl srdečnímu infarktu na mezinárodním kongresu slovanské archeologie ve Varšavě, k jehož konání dal již v roce 1937 sám podnět.
Žádná z uvedených profesních ani osobních problémů mu neubrala chuti k odborné práci, které se do posledních chvil neúnavně věnoval. Za svůj život publikoval evidovaných neuvěřitelných 2264 publikací. Josef Skutil se stal naším prvním odborně školeným paleolitikem, jehož významné soupisové práce, navazující na Absolonovské koncepce (po válce však zásadním způsobem pomohl rehabilitovat existenci starého paleolitu), vynikají detailní úplností, málokdy však diskutují hlubší či obecnější problémy. Svůj zájem oproti tomu rozptýlil mnohdy zcela rozdílnými směry, které mu však umožnily novátorsky objevovat celou řadu témat, jenž by daly nazvat interdisciplinárními. Mimo archeologii a speleoarcheologii svoji pozornost upínal k národopisu, paleoantropologii, paleolingvistice, etymologii, numismatice, historii (např. slavkovskému bojišti) a literární historii. Stranou nezůstaly obory muzeologie, památkové ochrany a dějiny věd. Zhodnocení Skutilova díla je z úzce vymezeného pohledu proto nesnadné a také této vzpomínce nepřísluší. Josef Skutil se jako první archeolog systematicky zabýval historií archeologie, díky svému příklonu k vlastivědě v nejširším slova smyslu (vydal celou řadu hodnotných regionálních monografií) počal objevovat „folklórní archeologii“, několikrát se vrátil ke vztahu J. A. Komenského, J. Dobrovského, P. J. Šafaříka či B. Němcové k historii a archeologickým památkám. Speciální studie věnoval bratřím Mrštíkům (vydával ponejvíce edice korespondence; osobně se znal s Boženou Mrštíkovou – manželkou Viléma Mrštíka, žijící v Olomouci a z dob studia i se synem Aloise Mrštíka Karlem). Ten spolu s Janem Skutilem vydal velmi cennou a neobvyklou publikaci Moravský kras ve své kulturní historii a beletrii, zachycující krasový fenomén v literárních reflexích od 18. století. Po svém nuceném odchodu do Olomouce se začal věnovat historii věd a v roce 1954 stál u založení Vlastivědného kroužku pro dějiny lékařství, který v roce 1963 přerostl v pobočku Československé společnosti pro dějiny věd a techniky. Již v roce 1948 spolu s A. Bočkem založil Československý speleologický klub v Brně a stal se redaktorem prvních čísel časopisu Československý kras, jemuž se v letech svého „vyakčnění“ nejvíce věnoval (např. ročník 2/1949 naplnil 42 příspěvky a nejinak tomu bylo i v následujících číslech). Mimo celou řadu vlastivědných a muzejních spolků v něm také Musejní spolek v Brně, pozdější Muzejní a vlastivědná společnost, našla obětavého funkcionáře i redaktora Vlastivědného věstníku moravského.
Svůj život vyplnil nepředstavitelným množstvím heuristické práce a přímo detektivním shromažďováním informací, nálezů a drobných postřehů z oboru archeologie, vlastivědy a rozličných příbuzných oborů, které by pravděpodobně bez jeho úsilí zůstaly navždy zasuty nebo ztraceny a díky nímž si právem vyhradil neopominutelné místo v každé navazující práci dalších generací badatelů. Ve svém projevu u příležitosti svých 60. narozenin se posluchačům svěřil slovy, kterými také toto krátké připomenutí můžeme uzavřít: „Když se mým životním zaměstnáním stala archeologie – nesmějte se mému přiznání, protože to říkám vědomě – obětoval jsem jí všechno… Archeologie a prehistorie poskytují totiž pro posuzování mnohého dění – je to opačný pól oné aeternitatis, o jejímž zorném úhlu se mluvívá – právě pro svoji vertikální hlubokost a rozlehlost, důležitá kritéria pro zdravý světový názor. Jsem v podstatě agnostickým eklektikem nebo chcete-li eklektickým agnostikem…“